# Gulag 77
Gulag 77 (Gulag) è un film per la televisione del 1985, diretto da Roger Young. In Italia è stato distribuito nei cinema nel 1985 dalla casa di distribuzione Film2.

## Trama
Mickey Almon, un ex-atleta, è presente come giornalista televisivo ad un evento sportivo mondiale a Mosca. Avvicinato da uno scienziato che vuole fare uscire dall'Unione Sovietica delle informazioni segrete, viene arrestato dal KGB.
Interrogato fino a confessare di essere una spia americana, dietro la promessa del rilascio, viene invece caricato su un treno diretto a un campo di lavori forzati vicino al circolo polare artico.
Qui fa amicizia con un prigioniero inglese, che gli insegna come sopravvivere alla vita brutale del campo. I due cospirano insieme di fuggire in Norvegia.